# Bądź duży
Bądź duży – singel Natalii Nykiel z 2014 roku, pochodzący z jej debiutanckiego albumu studyjnego Lupus Electro. Utwór skomponowała sama wokalistka we współpracy z Michałem „Fox” Królem, a tekst piosenki napisał Jacek Szymkiewicz.
Przebój był notowany na 7. miejscu na liście AirPlay, najczęściej odtwarzanych utworów w polskich rozgłośniach radiowych.
Teledysk zrealizowany do piosenki, podczas Eska Music Awards 2015 został nagrodzony w kategorii Eska TV Award – Najlepsze video.
Nagranie uzyskało w Polsce status diamentowego singla, przekraczając liczbę 100 tysięcy sprzedanych kopii.

## Premiera i wykonania na żywo
Kompozycja została premierowo zaprezentowana przez wokalistkę 29 listopada 2014 w półfinale piątej edycji programu The Voice of Poland, emitowanym na kanale TVP2. Utwór został drugim singlem promującym debiutancki album studyjny artystki – Lupus Electro. Piosenkę skomponowała sama Nykiel wraz z Michałem „Fox” Królem, zaś słowa napisał Jacek Szymkiewicz.
Natalia Nykiel wielokrotnie wykonywała „Bądź duży” podczas dużych imprez transmitowanych przez TV m.in. na gali Eska Music Awards 2015 czy podczas koncertu sylwestrowego Sylwester z Dwójką 2015 we Wrocławiu, organizowanego przez TVP2 i Radio Zet.

## Teledysk
16 kwietnia 2015 odbyła się premiera teledysku do piosenki, który został wyreżyserowany przez Daniela Jaroszka. Podczas gali Eska Music Awards 2015 klip otrzymał nagrodę w kategorii Eska TV Award – Najlepsze video. Do końca 2015 teledysk do „Bądź duży” zanotował w serwisie YouTube ponad 27 milionów wyświetleń i był siódmym najpopularniejszym teledyskiem w Polsce oraz czwartym najpopularniejszym teledyskiem zrealizowanym do polskiej piosenki.

To nie do końca piosenka o dorastaniu. To raczej utwór mówiący o potrzebie niepewności i niewiadomej w życiu, która determinuje nas do podejmowania ryzykownych decyzji.

- Reżyseria: Daniel Jaroszek
- Zdjęcia: Mateusz Dziekoński
- Stylizacja: Iwona Łęczycka
- Make Up: Kasia Sobura
- Włosy: Kasia Zalewska
- Produkcja: Ola Pudło
- Model: Adam Kaszewski
- Scenografia: Wito Bałtuszys
- Asystent scenografa: Adam Bonarski

Teledysk znalazł się na 3. miejscu na liście najczęściej odtwarzanych teledysków przez telewizje muzyczne.

## Sukces komercyjny
Piosenka dotarła do 7. miejsca na liście AirPlay, najczęściej odtwarzanych utworów w polskich stacjach radiowych. Ponadto singel został w Polsce wyróżniony diamentowym certyfikatem za sprzedaż przekraczającą 100 tysięcy kopii.

## Notowania

### Pozycje na listach airplay
| Kraj   | Lista (2015)      | Najwyższa pozycja |
| ------ | ----------------- | ----------------- |
| Polska | AirPlay – Top     | 7                 |
| Polska | AirPlay – Nowości | 1                 |
| Polska | AirPlay – TV      | 3                 |

### Pozycje na radiowych listach przebojów
| Kraj   | Lista (2015)                          | Najwyższa pozycja |
| ------ | ------------------------------------- | ----------------- |
| Polska | Radio Eska (Gorąca 20)                | 1                 |
| Polska | Radio PiK (Lista Przebojów Radia PiK) | 8                 |
| Polska | Radio Szczecin (SLiP)                 | 3                 |
| Polska | Radio Zet (Lista przebojów)           | 1                 |
| Polska | RMF FM (POPLista)                     | 1                 |
| Polska | RMF Maxxx (Hop Bęc)                   | 4                 |

## Certyfikat
| Kraj          | Certyfikat | Sprzedaż |
| ------------- | ---------- | -------- |
| Polska (ZPAV) | diament    | 100 000+ |

## Nagrody i nominacje
| Rok  | Konkurs                                             | Kategoria                                                     | Rezultat    |
| ---- | --------------------------------------------------- | ------------------------------------------------------------- | ----------- |
| 2015 | Eska Music Awards 2015                              | Eska TV Award – Najlepsze video                               | Wygrana     |
| 2015 | The Year in Vevo 2015                               | Polak potrafi                                                 | Nominacja   |
| 2015 | Najlepsi 2015 – Plebiscyt Onet.pl                   | Najlepsza piosenka – Polska                                   | 3. miejsce  |
| 2015 | Gorąca 100                                          | 100 największych hitów 2015                                   | 34. miejsce |
| 2015 | Plebiscyt Radia Zet                                 | Sylwestrowy przebój nr 1                                      | Nominacja   |
| 2015 | Przebój roku RMF FM 2015                            | Przebój roku                                                  | 38. miejsce |
| 2015 | Podsumowanie notowań Listy Przebojów Radia Zet 2015 | Najpopularniejsze utwory na Liście Przebojów Radia Zet w 2015 | 21. miejsce |
| 2016 | Polsat SuperHit Festiwal 2016                       | Radiowy przebój roku                                          | Nominacja   |